# Alice Girard
Alice Girard (1907 – 1 de enero de 1999) fue una enfermera canadiense nacida en Estados Unidos que fue nombrada Chevalier de la Orden Nacional de Quebec en 1994.

## Biografía
Nació en Waterbury, Connecticut, siendo la séptima hija de una familia originaria de Quebec. Regresaron a Quebec cuando ella tenía once años y tomó la decisión de centrarse en conseguirse una carrera más que en un posible matrimonio, dos cosas que eran percibidas como mutuamente exclusivas en aquel tiempo. Se convirtió en la primera Presidenta de habla francesa de la Asociación de Enfermeros Canadiense y en la primera canadiense en encabezar el Consejo Internacional de Enfermería. También se dedicó a la enseñanza y en 1962 se convirtió en la primera mujer decana de la Universidad de Montreal.

## Honores y reconocimientos
- Títulos honorarios de las universidades de Toronto (1968) y Montreal (1975).
- Medalla Centennial y Medalla Florence Nightingale
- Comandante de la Venerable Orden de San Juan (1977)
- Dama Comandante de la Orden del Santo Lázaro (1980)
- Miembro del Club del Rector de la Universidad de Montreal (1992)
- Oficial de la Orden de Canadá (1995)
- Chevalier de la Orden Nacional de Quebec.[3]